# Cystoderma
Cystoderma Fayod, Annls Sci. Nat., Bot., sér. 7 9: 350 (1889)
Il genere Cystoderma fu creato da Fayod nel 1889 per includere funghi collocati in precedenza da Fries tra i Lepiota. Nel 1945 Smith and Singer realizzarono una monografia del genere ricognizzando 40 specie.
In esso sono incluse specie di taglia relativamente piccola (1,5 - 8 cm) caratterizzate da sporata bianca, lamelle annesse, gambo non separabile dal cappello.
Una caratteristica macroscopica per il velo generale granuloso i cui residui permangono come punteggiature sulla cuticola del cappello e sul gambo che appare inguainato da un astuccio dalla base fino all'anello che rappresenta, appunto, il termine della guaina.
I colori dei carpofori vanno dal rosso, rossastro-marrone, porpora- marrone, arancio- marrone al giallo o crema-biancastro.
Non si è a conoscenza di specie tossiche in questo gruppo, in ogni caso, poiché molte hanno taglia troppo piccola o sono troppo rare, non hanno interesse alimentare.
Le caratteristiche distintive delle specie di Cystoderma  sono tuttavia connesse a caratteri microscopici e pertanto non è possibile un esatto riconoscimento senza aver effettuato test macrochimici o analisi microscopiche.

## Specie di Cystoderma
Al genere Cystoderma non è stata assegnata la specie tipo.
Si elencano alcune specie del genere:
- Cystoderma adnatifolium (Peck) Harmaja (1974)
- Cystoderma ambrosii (Bres.) A.H. Sm. & Singer (1943)
- Cystoderma amianthinum (Scop.) Fayod (1889)
- Cystoderma arcticum Harmaja (1984)
- Cystoderma aureolum (Raithelh.) Raithelh. (1987)
- Cystoderma australe A.H. Sm. & Singer (1945)
- Cystoderma austrofallax Singer (1969)
- Cystoderma carcharias (Pers.) Fayod (1889)
- Cystoderma carpaticum M.M. Moser (1979)
- Cystoderma caucasicum Singer (1945)
- Cystoderma chocoanum Franco-Mol. (1993)
- Cystoderma cinnabarinum (Alb. & Schwein.) Fayod (1889)
- Cystoderma clastotrichum (G. Stev.) E. Horak (1971)
- Cystoderma contusifolium Pegler (1983)
- Cystoderma cristalliferum Thoen (1969)
- Cystoderma elegans (Beeli) Thoen (1969)
- Cystoderma fallax A.H. Sm. & Singer (1945)
- Cystoderma ferruginosum (Bres.) Pegler (1966)
- Cystoderma freirei Justo & M.L. Castro (2003)
- Cystoderma fulvolateritium (Raithelh.) Raithelh. (1983)
- Cystoderma fumosopurpureum (Lasch) Fayod (1889)
- Cystoderma granosum (Morgan) A.H. Sm. & Singer (1945)
- Cystoderma granulosocinnabarinum Singer (1986)
- Cystoderma granulosum (Batsch) Fayod (1889)
- Cystoderma gruberianum A.H. Sm. (1949)
- Cystoderma haematites (Berk. & Broome) Konrad & Maubl. (1924)
- Cystoderma intermedium Harmaja (1979)
- Cystoderma japonicum Thoen & Hongo (1985)
- Cystoderma jasonis (Cooke & Massee) Harm. (1978)
- Cystoderma jeoliense Dhanch., J.C. Bhatt & S.K. Pant (1991)
- Cystoderma kuehneri Singer (1943)
- Cystoderma lilacipes Harmaja (1978)
- Cystoderma longisporum (Kühner) Heinem. & Thoen ex Arnolds (1982)
- Cystoderma luteohemisphaericum Dennis (1961)
- Cystoderma muscicola (Cleland) Grgur. (1997)
- Cystoderma myriadocystis Heinem. & Thoen (1973)
- Cystoderma neoamianthinum Hongo (1974)
- Cystoderma niveum Harmaja (1985)
- Cystoderma ossaeiformisporum (S. Imai) S. Ito (1959)
- Cystoderma ponderosum A.H. Sm. & Singer (1945)
- Cystoderma pulveraceum (Peck) A.H. Sm. & Singer (1945)
- Cystoderma rugosoreticulatum (F. Lorinser) Wasser (1978)
- Cystoderma saarenoksae Harmaja (1985)
- Cystoderma simulatum P.D. Orton (1960)
- Cystoderma siparianum (Dennis) Thoen (1969)
- Cystoderma subornatum (Raithelh.) Raithelh. (1987)
- Cystoderma subpurpureum A.H. Sm. & Singer (1948)
- Cystoderma subvinaceum A.H. Sm. (1945)
- Cystoderma superbum Huijsman (1956)
- Cystoderma texense Thiers (1957)
- Cystoderma tricholomoides Heinem. & Thoen (1973)
- Cystoderma tuomikoskii Harmaja (1979)